# Gerardo Ayerbe Chaux
Gerardo Ayerbe Chaux (Popayán, 11 de abril de 1916 - Bogotá, 16 de abril de 2011) fue un militar, diplomático y político colombiano.
Fue general, comandante del Ejército Nacional de Colombia, de las Fuerzas Militares de Colombia, ministro de defensa nacional, gobernador militar de Caldas, embajador de Colombia en Argentina, registrador nacional de Colombia, entre otros cargos, fue miembro del Partido Liberal Colombiano.

## Biografía
Fue comandante de los batallones de infantería García Rovira, Ayacucho y Bocanegra, jefe de operaciones de la jefatura civil y militar de los llanos orientales, inspector de estudios de la Escuela Militar, subdirector de la Escuela Superior de Guerra, comandante del centro de infantería, director de la Escuela Militar de Cadetes, comandante de la Tercera Brigada del Ejército Nacional, jefe del Estado Mayor del Ejército Nacional y jefe de la Delegación Militar de Colombia ante la Junta Interamericana de Defensa.
Llegó al grado de general, siendo comandante general de las Fuerzas Militares de Colombia. En los años 50 fue gobernador militar del departamento de Caldas, a la caída del gobierno de Gustavo Rojas Pinilla.
Además de ser gobernador de Caldas entre el 12 de mayo de 1957 y el 29 de agosto de 1958, Comandante general de las Fuerzas Militares y ministro de Defensa Nacional entre 1968 y 1970.
Se desempeñó como ministro de Guerra entre 1968 y 1970 en el gobierno de Carlos Lleras Restrepo. Es recordada su represión a sectores estudiantiles, y la de los militantes anapistas tras la derrota del expresidente Rojas Pinilla en los comicios de 1970. Comisionado de paz y embajador en Argentina.
Fue registrador nacional entre el 27 de febrero de 1973 y el 11 de agosto de 1982, donde dio impulso a un proyecto de modernización gradual para la Registraduría Nacional del Estado Civil en los sistemas de identificación, votaciones y escrutinios, proyecto que se concretó en la expedición de la Ley 28 de 1979. Responsable de la disminución de la edad con la que se consideraba mayores de edad a los colombianos, de 21 años pasó a los 18, como continúa en la actualidad.